# ナノインプリント・リソグラフィ
ナノインプリント・リソグラフィとは現在開発が進められている半導体の微細パターン転写技術である。
従来のパターン作成には縮小投影型露光装置（ステッパー）が使用されていたが、微細化に伴い、極端紫外線露光装置の価格とパターンマスクの価格が高騰していて、導入に躊躇する半導体メーカーが続出しており、普及の妨げになっていた。ナノインプリント・リソグラフィが普及すれば生産性が向上し、半導体の製造コストの低減に大きく貢献する事が予想される。
一方、インプリント・リソグラフィには『パーシャルフィールド』という特有の問題もある。

## 概要
1995年 プリンストン大学Chou らによって熱サイクルナノインプリント法が提案された。10nm程度の解像度を有する加工技術として注目されている。
熱サイクルナノインプリント法ではシリコン基板上にレジストを塗布した状態で200℃まで加熱して軟化後、電子線描画装置で作成したモールドを密着させてその後冷却する事でパターンを形成する。但し、加熱、冷却するので単位時間毎の処理能力が低く、寸法精度にも課題があるとされる。
一方、紫外線硬化樹脂を用いる光ナノインプリント技術もある。こちらは上記の熱サイクルナノインプリントとは異なり、加熱、冷却しないのでそれに伴う熱膨張、熱収縮に伴う問題が生じないという利点がある。
アライメント（位置合わせ）の精度が重要で仮に22nmのデザインルールにナノインプリントを適用する場合にはアライメント精度は3nm以下が必要なのでこれがネックになる。また、ウエハーに接触するので使用時にマスクのコンタミネーションによる汚染の懸念があり頻繁な検査を要する。これらの問題点の解決が普及への課題となっている。

## 用途
- マイクロレンズ、反射防止膜、LED等に応用されている。
- 太陽電池の表面にナノインプリントで凹凸を持たせることで効率をあげることが期待される。
- 透明性の優れたアクリル（PMMA）は、光学部品への応用が考えられている。
- 体内で分解するポリ乳酸は、長期間放置すると環境を損なわずに分解されるため使い捨てのバイオチップや環境測定チップなどへの応用が図られている。
- 回折格子やフレネルレンズをナノインプリント技術で製作することにより、大きな屈折角や短い焦点距離を実現可能である。